# Vicariat apostolique d'El Petén
Le vicariat apostolique d'El Petén (en latin : Vicariatus Apostolicus de El Petén ; en espagnol : Vicariato apostólico de El Petén) est un vicariat apostolique de l'Église catholique du Guatemala directement soumis au Saint-Siège.

## Territoire
Il est situé dans le département du Petén avec un territoire d'une superficie de 36 000 km2 divisé en 18 paroisses. Le  siège du vicariat est dans la ville de Flores avec la cathédrale de Notre-Dame des Remèdes qui conserve une statue de Jésus crucifié connu sous le nom de Christ de Petén, réplique du Christ noir d'Esquipulas, qui est l'objet d'une dévotion particulière.

## Histoire
L'administration apostolique d'El Petén est érigée le 10 mars 1951 par la constitution apostolique Omnium in catholico du pape Pie XII en prenant sur le territoire du diocèse de Verapaz.
Le 3 février 1984, l'administration apostolique est élevée au rang de vicariat apostolique par la constitution apostolique Cum Administratio Apostolica du pape Jean-Paul II.

## Évêques
- Raymundo Julián Martín, O.P (1951-1956)
- Gabriel Viñamata Castelsagué, I.E.M.E (1956-1964)
- Gennaro Artazcor Lizarrage, I.E.M.E (1964-1969)
- Aguado Arraux, I.E.M.E (1969-1970)
- Luis María Estrada Paetau, O.P. (1970-1977), nommé vicaire apostolique d'Izabal
- Jorge Mario Ávila del Águila, C.M (1978-1987), nommé évêque de Jalapa
- Rodolfo Francisco Bobadilla Mata, C.M (1987-1996), nommé évêque d'Huehuetenango
- Óscar Julio Vian Morales, S.D.B (1996-2007), nommé archevêque de Los Altos Quetzaltenango-Totonicapán
- Mario Fiandri, S.D.B (2009- )